# François Bergoeing
François Bergoeing, född 31 mars 1750 och död 28 november 1828, var en fransk politiker.
Bergoeing var lärare i Bordeaux och invaldes som representant för departementet Gironde i nationalkonventet. Han tillhörde här girondisternas intimare krets och deltog efter partiets fall i den så kallade "federalistiska insurrektionen" 1793, ställdes utanför lagen men höll sig dold och spelade även under tribunatets tid en politiska roll som medlem av de femhundrades råd. Han protesterade mot Bonapartes statskupp genom att nedlägga sitt representantskap och tog därefter inte längre del i politiken.